# 鄭伯克段于鄢
鄭伯克段于鄢（简称克段）发生于周平王四十九年（前722年，鄭莊公廿二年），是春秋初年在郑国国内发生的一场内乱，鄭莊公在此事件中擊敗其弟共叔段。

## 背景
郑武公十年（前761年），申侯之女被迎娶成为武公夫人，因申国为姜姓诸侯国，所以武公夫人被称为武姜。武姜成为夫人后，先后为武公诞下两子，长子寤生（即郑莊公）和少子段。生莊公之时候，因莊公腳先出來造成難產，惊吓到武姜，故名莊公為寤生，以表示其厭惡，此也成为共叔段之乱的起因。少子段出生后，武姜偏心于段，并时常向郑武公请求立叔段为继承人，但郑武公却按照嫡长子继承制的礼法，不肯废除公子寤生的太子身分。
周平王廿八年（前743年），寤生承袭郑国爵位，即郑莊公。莊公即位伊始，武姜便向莊公请求将制地分封给叔段。莊公则表示“制”此地险要，当年郑国吞并虢国，虢国的国君就死在制地。不过，他同时也告诉武姜，除了制地以外，國內的城池都可以任選。武姜随后向莊公请求，改将京邑作为段的封地，莊公同意，而段随后便前往京地。因为叔段是莊公的弟弟，所以众人就称他为「京城大叔（太叔）」。
叔段到京地以后，首先擴建京地的城，稱京邑。根据周朝礼法，大的城不能超过国都的三分之一，中等城邑不能超过国都规模的五分之一，而小城只能是九分之一。而叔段之改建，已经明显违背礼法。当时朝内的大夫祭仲发现叔段逾制後，便上奏莊公，认为京邑之改建，明显不合祖制，如此下去则会不利于莊公。莊公则认为，武姜如此做，他无法插手阻止。祭仲随即回答，武姜的要求永远无法满足，不如及早处理，如果让叔段的势力坐大，以后恐怕局势无法收拾，蔓生的草都难以除尽，更何况是国君的胞弟。莊公便表示，叔段多行不义必自毙。
之后，叔段又命令郑国的西部和北部的边城在服从中央的管辖外，也听从京邑的命令，使這些要塞成为两属之地。公子吕闻讯后，便向莊公进言，一個国家不能有两个君主，如果莊公不打算未来让叔段代替自己成为郑国国君，则就要尽快铲除叔段，以免民意疑虑。而此时，莊公依旧回复公子吕，置之不理叔段的行為。莊公的无为使得叔段的謀反更加变本加厉，他随后进一步要求西、北两座边城不再接受莊公的命令。而在郑国的政府内部，公子吕再次要求處理叔段此一行為，否则局势将会失控。而郑莊公沿袭以前的做法，还是听任叔段此次违制行为。

## 经过
在郑莊公多次放任之后，叔段则砺兵秣马，准备偷袭都城新郑。同时武姜则准备在叔段来袭时，作为内应，打开城门。莊公居然能夠知悉这一叛乱阴谋，並且命令子封（即公子吕）带领两百辆战车直奔叔段京邑。而同时，京邑的民众在得知莊公大军前来平叛后，纷纷背弃叔段。在此情形下，叔段不得已逃往鄢城，而平乱大军则一路追至鄢。《左传》认为郑莊公廿二年五月廿三日，叔段逃离郑国，流亡共国避难。因此，以后民众将叔段称为「共叔段」。《公羊传》和《穀梁传》则认为郑庄公在鄢城杀死了叔段。

## 事后
在平定共叔段之乱后，郑莊公便令人流放参与叛乱的母亲武姜到城颍，并且发誓不到黄泉（深層地下水，引申為陰間），永不见面。但毕竟武姜是自己的生母，所以一段时间后，郑莊公便开始反悔之前所说“不及黄泉，无相见也”之誓言。而武姜也有所後悔之前所作所为，此时，边疆颍谷一名官吏颍考叔在得知莊公的悔意后，便借机上贡。莊公随后赐宴颍考叔，席间，颍考叔将一些肉留下不喫。郑莊公随即便问其原委，颍考叔便回禀莊公自己的行为，只是为了让在家的唯一的老母，也能品尝主公赏赐的肉羹。莊公听闻后，大发感慨，自己與母親已經決裂。而颍考叔则借机表示，只要挖条隧道，能看见「黃色地下水」，就不算違背誓言了，如此就能完成莊公見母的願望。莊公听到颍考叔的办法后，便立即开始动工挖掘。隧道掘成后，莊公和武姜分别走入隧道，母子最终团聚。

## 儒家解读

### 春秋三传
《春秋》一书第一年所记载的唯一一件無關於鲁国之事件，原文为“夏五月，郑伯克段于鄢”。而《春秋》据儒家所说，为孔子亲自笔删鲁国旧史而成，被认为包含了儒家精神所說之微言大义。而作为儒家《春秋》学的三个代表，《左传》、《公羊传》、《谷梁传》各自有评价，但基本都认为郑莊公与共叔段都有过错。
《左传》认为，“郑伯克段于鄢”中，共叔段超越了一个做弟弟的本分，所以称段而不是弟。而郑莊公则没有完成教导弟弟应尽的责任，并故意放任共叔段，以期其走上造反的道路，所以称之为郑伯而不是兄。而共叔段后来的行为如同另一个国君，所以郑莊公平定共叔段，要用打赢敌国采用的“克”字。而最后，共叔段出逃却不说，则是史官也不好下笔来写此件事。
《公羊传》则认为，之所以说“克”，那完全是为了强调郑莊公的恶。而郑莊公的恶就在于，明知道母亲喜欢段，而自己却要杀掉段。而自己明明要杀掉段，就当初还不如不给他封地。而作为莊公的弟弟，共叔段不称职为弟，那是因为他能匹敌一国之君。此外，為何寫清楚地点的原因也是为了强调共叔段这一点。因为按照春秋来说，如果这种讨伐的事情发生在都城以外，而且被讨伐一方能匹敌一国之君者，如此就要写明地点。以此来体现孔子的微言大义。
《谷梁传》则从另一方面表达了自己的看法。他们认为之所不说杀，而说克，是为了表示，共叔段当时不是隻身一人，而是有很多人追随他。而之所以称莊公为郑伯，那是因为国君如果杀了自己的嫡长子或者同母弟，如此就称呼其爵位。所以从这里也就能看出，共叔段是郑莊公的弟弟了。而共叔段被称之为段，而不是公子段或者弟，那是因为他所作的不符合一个公子和弟弟所应有的行为。所以从这一角度上来说，孔子对于共叔段的批评程度要超过郑莊公。而记载地点，是因为表明共叔段已经逃离到远离国都的地方，这就说明郑莊公做得過分之處。而郑莊公这时不应当继续追杀，而是应当采取兄弟间相亲相敬的道德方法来处置共叔段。

### 对“克”的理解
“郑伯克段于鄢”是整部春秋中唯一一处用“克”形容两军交战的记载，除此以外，书中所有的“克”字均表示“能够”之义。
后世儒家学者大多和三传一样，认为这个“克”字是孔子有所深意地特别加上去的，史料原文大概是“郑伯之弟段出奔共”之类的文字。但对于“克”究竟有什么深意以及为什么春秋为什么只有这一处用克的问题，分歧就不少。除前述三传说法外，清代学者姚際恆提出了与左传“如同另一个国君”完全相反的观点，他认为《春秋》正是为了强调庄公和叔段是兄弟而不是另一个国君才用“克”，因为春秋里其他两国争战的记载就从不用克。明代学者賀仲軾的观点比较接近于左传的“如同另一个国君”，认为这是表示庄公和叔段势均力敌而庄公稍胜一筹。传统上比较权威的左传学者杜预则从动机加以解释，认为“克”是揭露庄公想杀弟弟的动机。清代学者毛奇龄直接说这个唯一“克”字无法解释为通用规则，只能是特例。一些后期的学术观点对“克”是否真是孔子所加提出了质疑。清代《春秋传注》提出“郑伯克段于鄢”不但与孔子无关，甚至不是鲁国史官所写，而是郑国在平定叔段之乱后给鲁国发的官方通告原文。此论的一个重要依据是，依东周时代的国际惯例，鲁史对于国外大事，只在当事国来通告时才做记录，否则不记。
叔段是否被杀在春秋三传中的记载冲突，后世观点多以左传为是，一方面，《春秋》从来不用“克”表示“杀”，另一方面，公谷二传所据史料可能有误。

## 成語典故
成語「多行不義必自斃」出自於以上事件，形容一個人壞事做多了，最終會自取滅亡。